# Llista de guardonats del Best Swiss Candidate Price
A continuació es detallen els premiats en el Premi de Lausanne en la categoria de Best Swiss Candidate (Premi al Millor Candidat Suís), des de 1975:

| Any  | Guardonat               | Escola | Nacionalitat |
| ---- | ----------------------- | ------ | ------------ |
| 2013 | Miko Fogarty            |        | Suïssa       |
| 2011 | Benoît Favre            |        | Suïssa       |
| 2010 | Alexandra Valavanis     |        | Suïssa       |
| 2008 | Gozde Ozgur             |        | Turquia      |
| 2003 | Sarah-Jane Brodbeck     |        | Suïssa       |
| 2002 | Carrie-Ann Vail         |        | Suïssa       |
| 2001 | Sarah Kora Dayanova     |        | Suïssa       |
| 2000 | Claudine Schoch         |        | Suïssa       |
| 1999 | Laetitia Guggi          |        | Suïssa       |
| 1994 | Nicolas Maire           |        | Suïssa       |
| 1993 | Kusha Alexi-Angst       |        | Suïssa       |
| 1992 | Sabine Hagenbuechle     |        | Suïssa       |
| 1991 | Sarah Locher            |        | Suïssa       |
| 1987 | Christina McDermott     |        | Suïssa       |
| 1984 | Nathalie Perriraz       |        | Suïssa       |
| 1983 | Ghislaine Caccia        |        | Suïssa       |
| 1982 | Martino Müller          |        | Suïssa       |
| 1981 | Marina Grandjean        |        | Suïssa       |
| 1980 | Yves Haenni             |        | Suïssa       |
| 1979 | Mylène Rathfelder-Wille |        | Suïssa       |
| 1978 | Jasmine Stierli         |        | Suïssa       |
| 1977 | Martin Schläpfer        |        | Suïssa       |
| 1975 | Sibylle Acatos          |        | Suïssa       |